# Torre sulla Tinzlleiten
La cosiddetta Torre sulla Tinzlleiten o Dinzlleiten, talora indicata come Torre Tinzlleiten (in lingua tedesca rispettivamente Turm an der Tinzlleiten, Turm an der Dinzlleiten o Tinzlturm) è la rovina di una torre d'avvistamento medievale nel comune di Laives, nella frazione di San Giacomo, poco lontano dall'omonima chiesetta.

## Storia
Della costruzione si sa molto poco, Non si conosce nemmeno il suo nome originario. Sorge all'incrocio tra due antiche strade oggi non più esistenti: l'antica strada che correva tra Laives e Bolzano sul fianco di Monte Pozza ed il sentiero che da San Giacomo saliva verso La Costa. Nemmeno l'epoca di costruzione è certa: Josef Weingartner aveva ipotizzato che risalisse al XII o XIII secolo.

## Descrizione
La prima descrizione della torre è degli inizi del XX secolo, da parte di Peter Eisenstecken. I primi a misurare le rovine furono, nel 1983, Georg Tengler e Josef Nössing: la torre ha base quadrata, di 8,5 m per lato. Le rovine hanno un'altezza massima di 3 metri, sul lato a valle, ed uno spessore fino ad 1,6 m. L'ingresso doveva essere sopraelevato.

## Tutela
Le rovine sono monumento tutelato dalla Provincia autonoma di Bolzano dal 1978.